# Benjamin Bratt
Benjamin Bratt (San Francisco, 16 dicembre 1963) è un attore statunitense.
È noto principalmente per il ruolo del detective Ray Curtis, interpretato nella serie televisiva Law & Order - I due volti della giustizia.

## Biografia
Nato a San Francisco, in California, il 16 dicembre del 1963 da padre statunitense di origini tedesche, inglesi ed austriache e da madre peruviana. Bratt studia recitazione presso l'Università della California a Santa Barbara e frequenta l'American Conservatory Theater a San Francisco. Dopo qualche ruolo in alcune serie televisive degli anni ottanta, si afferma nel panorama cinematografico grazie ai ruoli ottenuti in film quali Demolition Man (1993) e The River Wild - Il fiume della paura (1994).
Dal 1995 al 1999 partecipa alla serie televisiva Law & Order - I due volti della giustizia, al termine della quale inizia un'esperienza come produttore accanto al fratello Peter; è in questo periodo che conosce Julia Roberts, con la quale inizia una relazione sentimentale. Nel 1999 recita accanto a Madonna e Rupert Everett nel film Sai che c'è di nuovo?, che però ottiene scarso successo e passa quasi inosservato a fronte della sua acclamata interpretazione nel pluripremiato Traffic (2000) e al successo della commedia d'azione Miss Detective (2000), accanto a Sandra Bullock.

## Vita privata
Nel 2001, sul set del film Piñero - La vera storia di un artista maledetto, conosce l'attrice Talisa Soto, che sposa il 13 aprile 2002 e da cui ha due figli: Sophia Rosalinda (2002) e Mateo Bravery (2005).

## Filmografia

### Cinema
- Lovers, Partners & Spies, regia di Jan Eliasberg (1988)
- Nasty Boys, regia di Rick Rosenthal (1989)
- Gli angeli volano basso (Bright Angel), regia di Michael Fields (1990)
- La giustizia di un uomo (One Good Cop), regia di Heywood Gould (1991)
- Nella tana del serpente (Chains of Gold), regia di Rod Holcomb (1991)
- Patto di sangue (Bound by Honor), regia di Taylor Hackford (Bound by Honor) (1993)
- Demolition Man, regia di Marco Brambilla  (1993)
- Sotto il segno del pericolo (Clear and Present Danger), regia di Phillip Noyce (1994)
- The River Wild - Il fiume della paura (The River Wild), regia di Curtis Hanson (1994)
- Follow Me Home, regia di Peter Bratt (1996)
- Sai che c'è di nuovo? (The Next Best Thing), regia di John Schlesinger (2000)
- The Last Producer, regia di Burt Reynolds (2000)
- Pianeta rosso (Red Planet), regia di Antony Hoffman (2000)
- Miss Detective (Miss Congeniality), regia di Donald Petrie (2000)
- Traffic, regia di Steven Soderbergh (2000)
- Piñero - La vera storia di un artista maledetto (Piñero), regia di Leon Ichaso (2001)
- Abandon - Misteriosi omicidi (Abandon), regia di Stephen Gaghan (2002)
- Corruption Empire, regia di Matt Penn (2002)
- The Woodsman - Il segreto (The Woodsman), regia di Nicole Kassell (2004)
- Catwoman, regia di Pitof (2004)
- Thumbsucker - Il succhiapollice (Thumbsucker), regia di Mike Mills (2005)
- The Great Raid - Un pugno di eroi (The Great Raid), regia di John Dahl (The Great Raid) (2005)
- L'amore ai tempi del colera (Love in the Time of Cholera), regia di Mike Newell (2007)
- Trucker, regia di Plum Pictures (2008)
- The People Speak, regia di Anthony Arnove e Chris Moore  (2009)
- Piovono polpette (Cloudy with a Chance of Meatballs), regia di Phil Lord e Chris Miller (2009) - voce
- La mission, regia di Peter Bratt (2009)
- The Lesser Blessed, regia di Anita Doron (2012)
- Snitch - L'infiltrato (Snitch), regia di Ric Roman Waugh (2013)
- Cattivissimo me 2 (Despicable Me 2), regia di Pierre Coffin e Chris Renaud (2013) – voce
- Piovono polpette 2 - La rivincita degli avanzi (Cloudy with a Chance of Meatballs 2), regia di Cody Cameron e Kris Pearn (2013) – voce
- Un poliziotto ancora in prova (Ride Along 2), regia di Tim Story (2016)
- Special Correspondents, regia di Ricky Gervais (2016)
- The Infiltrator, regia di Brad Furman (2016)
- Doctor Strange, regia di Scott Derrickson (2016)
- La fratellanza (Shot Caller), regia di Ric Roman Waugh (2017)
- Coco, regia di Lee Unkrich (2017) - voce
- Un conto da regolare (A Score to Settle), regia di Shawn Ku (2019)
- Morto per un dollaro (Dead for a Dollar), regia di Walter Hill (2022)
- La madre della sposa (Mother of the Bride), regia di Mark Waters (2024)

### Televisione
- Juarez – film TV, regia di Jeffrey Bloom (1987)
- Arena di gladiatori (Police Story: Gladiator School) – film TV, regia di James Darren (1988)
- Knightwatch – serie TV, 9 episodi (1988-1989)
- Nasty Boys – serie TV, 13 episodi (1989-1990)
- Shadowhunter, regia di J.S. Cardone – film TV (1993)
- Texas oltre il fiume (Texas), regia di Richard Lang – film TV (1994)
- Law & Order - I due volti della giustizia (Law & Order) – serie TV, 95 episodi (1995-1999)
- Senza scelta (Woman Undone), regia di Evelyn Purcell – film TV (1996)
- Homicide (Homicide: Life on the Street) – serie TV, episodi 4x12-6x05-7x15 (1996-1999)
- Omicidio a Manhattan (Exiled), regia di Jean de Segonzac – film TV (1998)
- After the Storm, regia di Guy Ferland – film TV (2001)
- Frasier – serie TV, episodio 11x03 (2003)
- E-Ring – serie TV, 23 episodi (2005-2006)
- The Cleaner – serie TV, 26 episodi (2008-2010)
- Andromeda (The Andromeda Strain) – miniserie TV, 4 puntate (2008)
- Modern Family – serie TV, 7 episodi (2010-2020)
- Private Practice – serie TV, 36 episodi (2011-2013)
- 24: Live Another Day – serie TV, 12 episodi (2014)
- Star – serie TV, 33 episodi (2016-2018)
- Poker Face – serie TV, 5 episodi (2023)
- Skull Island – serie animata, 7 episodi (2023) - voce
- Andor – serie TV, episodi 2x06-2x09-2x12 (2025)

## Doppiatori italiani
Nelle versioni in italiano delle opere in cui ha recitato, Benjamin Bratt è stato doppiato da:
- Christian Iansante in Catwoman, E-Ring, Modern Family, Snitch - L'infiltrato, Un poliziotto ancora in prova, La fratellanza
- Francesco Prando in Miss Detective, Andromeda, A Score to Settle, Morto per un dollaro, La madre della sposa
- Vittorio De Angelis in Demolition Man, Homicide: Life on the Street, Thumbsucker - Il succhiapollice
- Luca Ward in Nella tana del serpente, Law & Order - I due volti della giustizia
- Saverio Indrio in Private Practice (st. 5-6), Andor
- Angelo Maggi in La giustizia di un uomo
- Danilo De Girolamo in The River Wild - Il fiume della paura
- Roberto Gammino in Pianeta rosso
- Riccardo Rossi in Abandon - Misteriosi omicidi
- Enrico Di Troia in The Woodsman - Il segreto
- Andrea Ward in The Great Raid - Un pugno di eroi
- Fabio Boccanera in L'amore ai tempi del colera
- Fabrizio Pucci in Private Practice (ep. 4x22)
- Riccardo Niseem Onorato in The Cleaner
- Alessio Cigliano in 24: Live Another Day
- Stefano Thermes in Doctor Strange

Da doppiatore è sostituito da:
- Eugenio Marinelli in Piovono polpette, Piovono polpette 2
- Neri Marcorè in Cattivissimo me 2
- Fabrizio Russotto in Coco